# レインボー (バンド)
レインボー（英語: Rainbow）は、イングランド出身のハードロック・バンド。
ディープ・パープルのギタリストだったリッチー・ブラックモアが1975年に脱退して結成した。HR/HMサウンドのバンドの代表格として後発のバンドに多大な影響を与えた。1984年にディープ・パープルが再結成されたことによって活動を停止したが、ブラックモアが1993年にディープ・パープルを再び脱退して再始動。1996年に活動を停止し、以降沈黙を保っていたが2016年に活動を再開し2019年まで断続的に活動を行っていた。

## 概要
ディープ・パープルのギタリストとして既に音楽的にも商業的にも世界的な成功を収めていたブラックモアが、在籍中に水面下で開始したソロ活動を発展させる為に1975年にディープ・パープルを脱退してリッチー・ブラックモアズ・レインボー（Ritchie Blackmore's Rainbow）を結成して、同名のデビュー・アルバムを発表したのが始まりだった。彼はメンバーを一新してバンドとしての体裁を強め、セカンド・アルバムではブラックモアズ・レインボー（Blackmore's Rainbow）、サード・アルバム以降はレインボー（Rainbow）の名を用いた。1995年に再結成された時はリッチー・ブラックモアズ・レインボーに回帰したが、2015年にはレインボーとして再結成された。
レインボーの音楽の主な特徴は、ブラックモアがディープ・パープル在籍中に培った『ブルースを基調としたハードロック』にバロック音楽の構成を融合させた様式美的スタイルである。彼等は1980年代以降にみられるリフやメロディを主軸としたHR/HMサウンドの基礎を築き上げたとされている。初代ヴォーカリストで在籍中オリジナル曲の殆ど全てをブラックモアと共作したロニー・ジェイムス・ディオは、後年「（レインボーは）ゴシックメタルの先駆者だった」と述べている。
リーダーのブラックモアがイングランド出身であるので、一般にはブリティッシュ・ロック・バンドと見なされてきた。しかしリッチー・ブラックモアズ・レインボーはアメリカのハード・ロック・バンドのエルフを母体にして結成され、ブラックモア以外のメンバーはディオを含めて全員がアメリカ北東部出身だった。メンバーはブラックモアの方針に合わせてアルバム毎に代わっていったが、歴代メンバーはイギリス人、アメリカ人、カナダ人、オーストラリア人と多岐に渡る。

## 結成の経緯

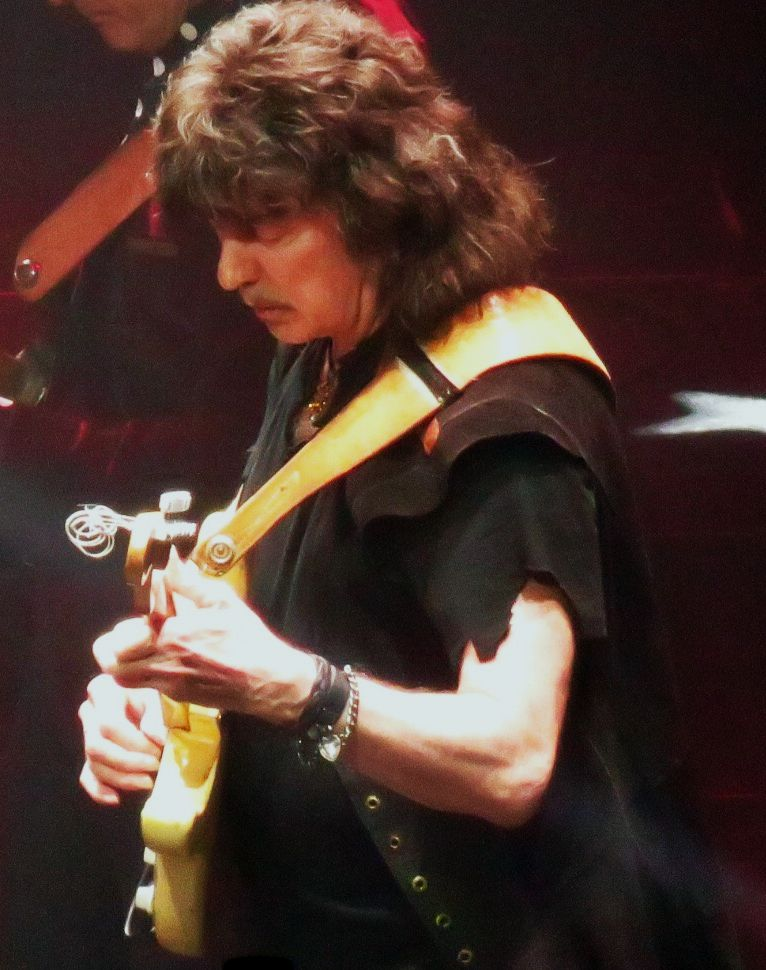
創設者リッチー・ブラックモア(G) 2016年

結成のきっかけは、1974年7月に録音が開始された第3期ディープ・パープルの2作目のアルバム『嵐の使者』の制作中に、ブラックモアと他のメンバーとの音楽的な対立が表面化したことであるとされている。彼は第3期からメンバーになったデイヴィッド・カヴァデールとグレン・ヒューズが前作『紫の炎』にも増して、ソウル・ミュージックやファンキー・ミュージックの要素を持ち込むことに不満を抱いた。そして旧友のミック・アンダーウッドが結成したクォーターマスが取り上げた「ブラック・シープ・オブ・ザ・ファミリー」（Black Sheep Of The Family）という曲を録音することを提案したが、オリジナル曲に執着するメンバーにカバー曲だからなどの理由で反対された。
『嵐の使者』の録音後に予定されていたアメリカ・ツアーが中止となって時間的な余裕が生じたため、ブラックモアは、アメリカのバンドであるエルフのボーカリストで、かねてより気に入っていたロニー・ジェイムス・ディオを起用して「ブラック・シープ・オブ・ザ・ファミリー」を録音して、ソロ・シングルとして発表することにした。彼はディオと「16世紀のグリーンスリーヴス」（Sixteenth Century Greensleeves）を共作し、エルフのクレイグ・グルーバー（ベース）、ミッキー・リー・ソウル（キーボード）、ゲイリー・ドリスコール（ドラム）を招聘して2曲を録音した。彼は出来の良さに大変満足して、ソロ・シングルを発表するのではなく、ディオらと新しいバンドを結成することを企図した。
ブラックモアは1975年2月20日から3月14日まで、ミュンヘンのミュージックランド・スタジオにディープ・パープルのプロデューサーのマーティン・バーチを迎えて、ディオらとデビュー・アルバムを制作した。そして彼は4月7日のパリ公演を最後にディープ・パープルを脱退した。

## 歴史

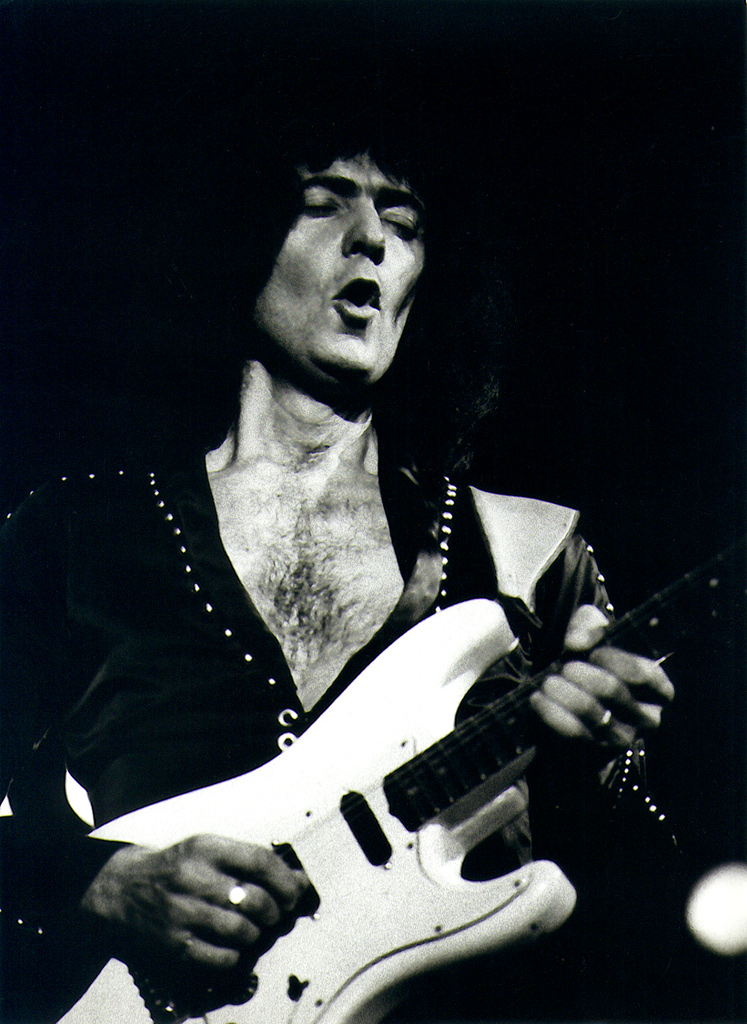
リッチー・ブラックモア(G) 1982年

RAINBOW#1（1975年5月 - 1975年9月）
1975年8月10日、オイスター・レコードよりリッチー・ブラックモアズ・レインボー（Ritchie Blackmore's Rainbow）の名義で同名のデビュー・アルバム（『銀嶺の覇者』）を発表。
その直後、ブラックモアはディオ以外のメンバーを一新することを決めてグルーバー、ソウル、ドリスコールを次々に解雇した。
RAINBOW#2（1975年9月 - 1977年2月）
オーディションにより9月末までに元ジェフ・ベック・グループのコージー・パウエル（ドラム）、無名の新人ジミー・ベイン（ベース）、アメリカ人プレイヤーのトニー・カレイ（キーボード）の3名を新メンバーに迎えた。
新体制になった彼等は1975年11月10日にモントリオールで初舞台を踏んだあと、12月上旬までアメリカ・ツアーを行なった。そして1976年2月14日から10日間にわたって、前作と同じくミュンヘンのミュージックランド・スタジオでセカンド・アルバム『虹を翔る覇者』を録音して、同年5月15日に発表した。
6月からアメリカ、イギリス、ヨーロッパ、オーストラリアでツアーを行なった後、初来日して12月2日から16日まで計10回のコンサートを行なった。9月25日から29日までのドイツ公演と12月の日本公演の音源は『レインボー・オン・ステージ』（1977年）と"Live in Germany 1976"（1990年）にて発表された。
1977年2月13日、ベインとカレイが解雇された。

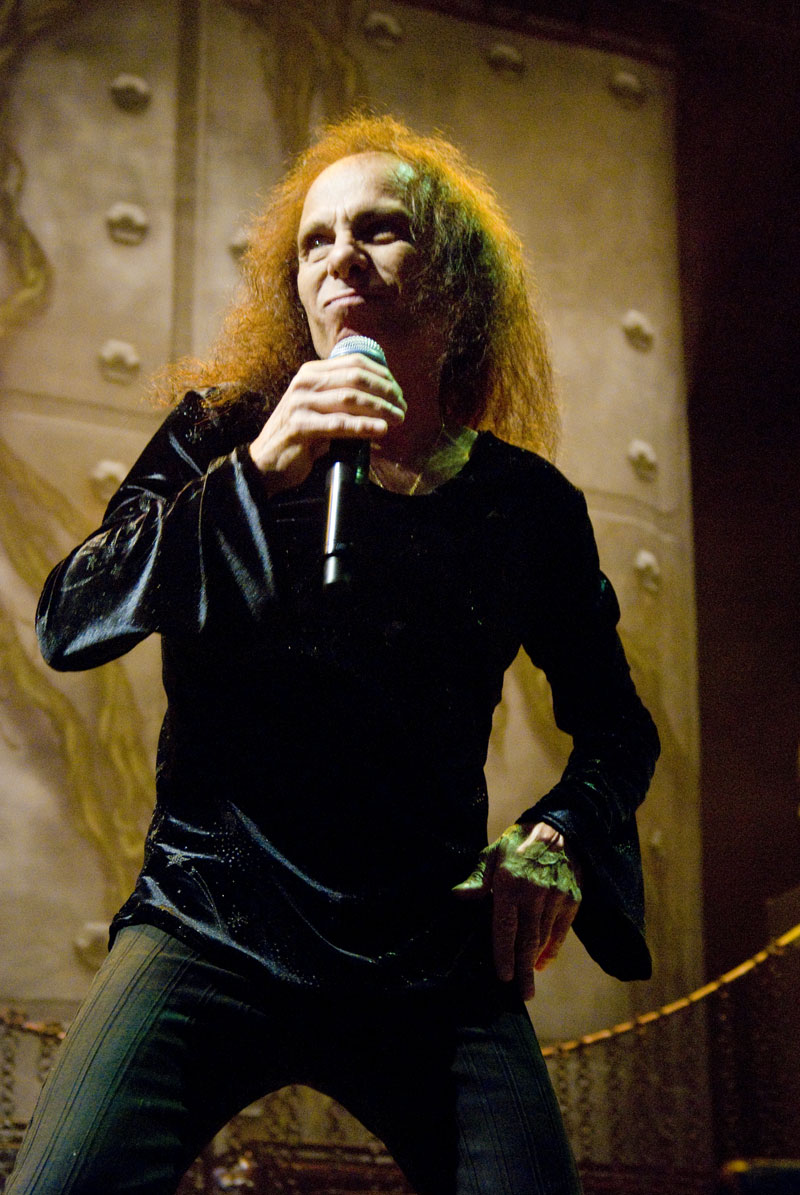
ロニー・ジェイムズ・ディオ(Vo) 2009年
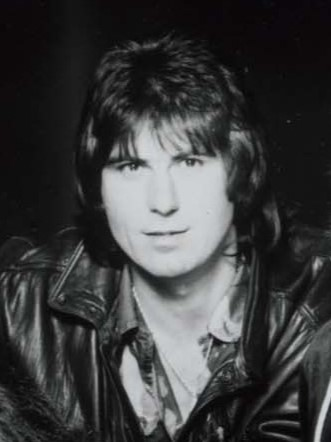
コージー・パウエル(Ds) 1984年
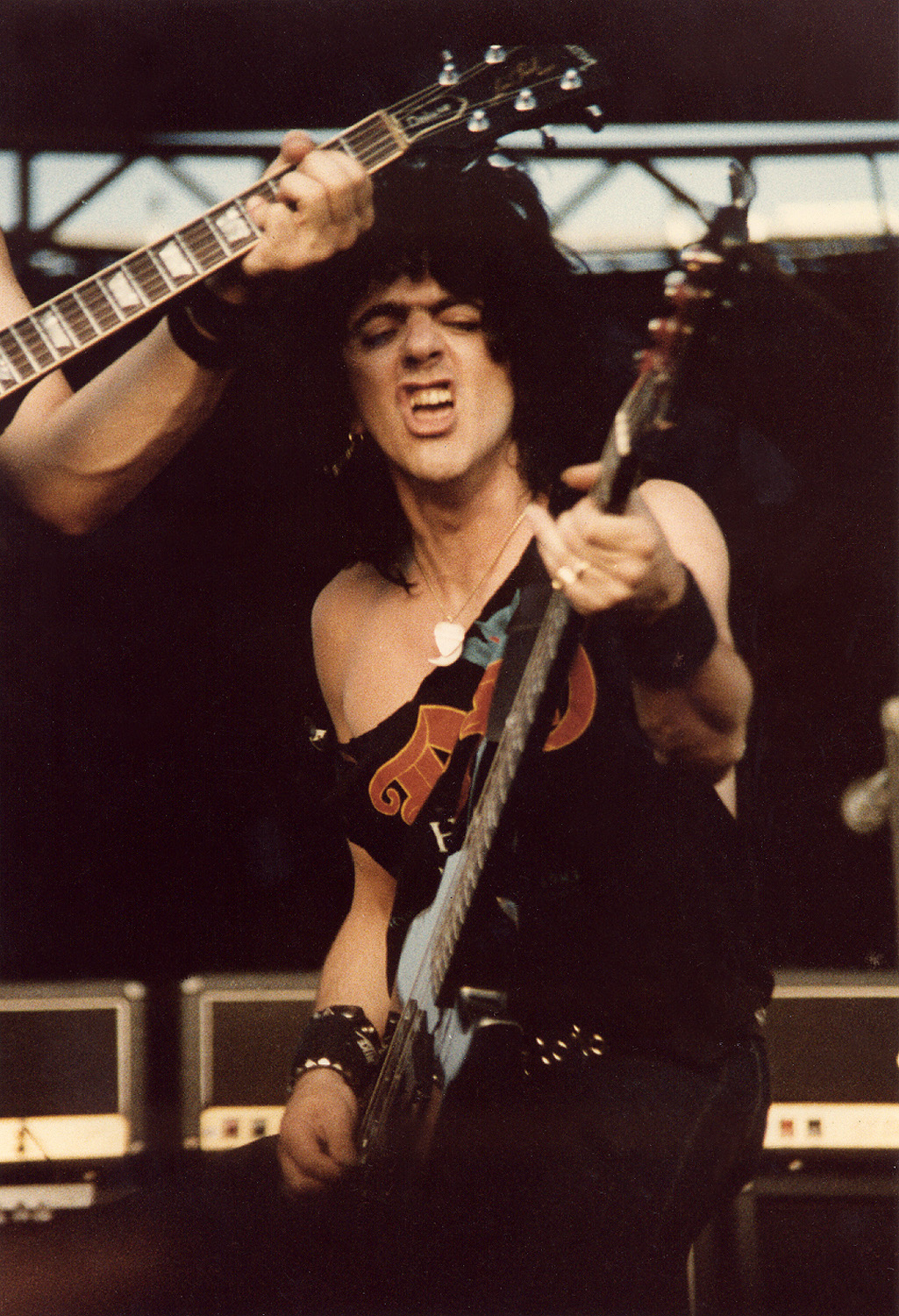
ジミー・ベイン(B) 1983年
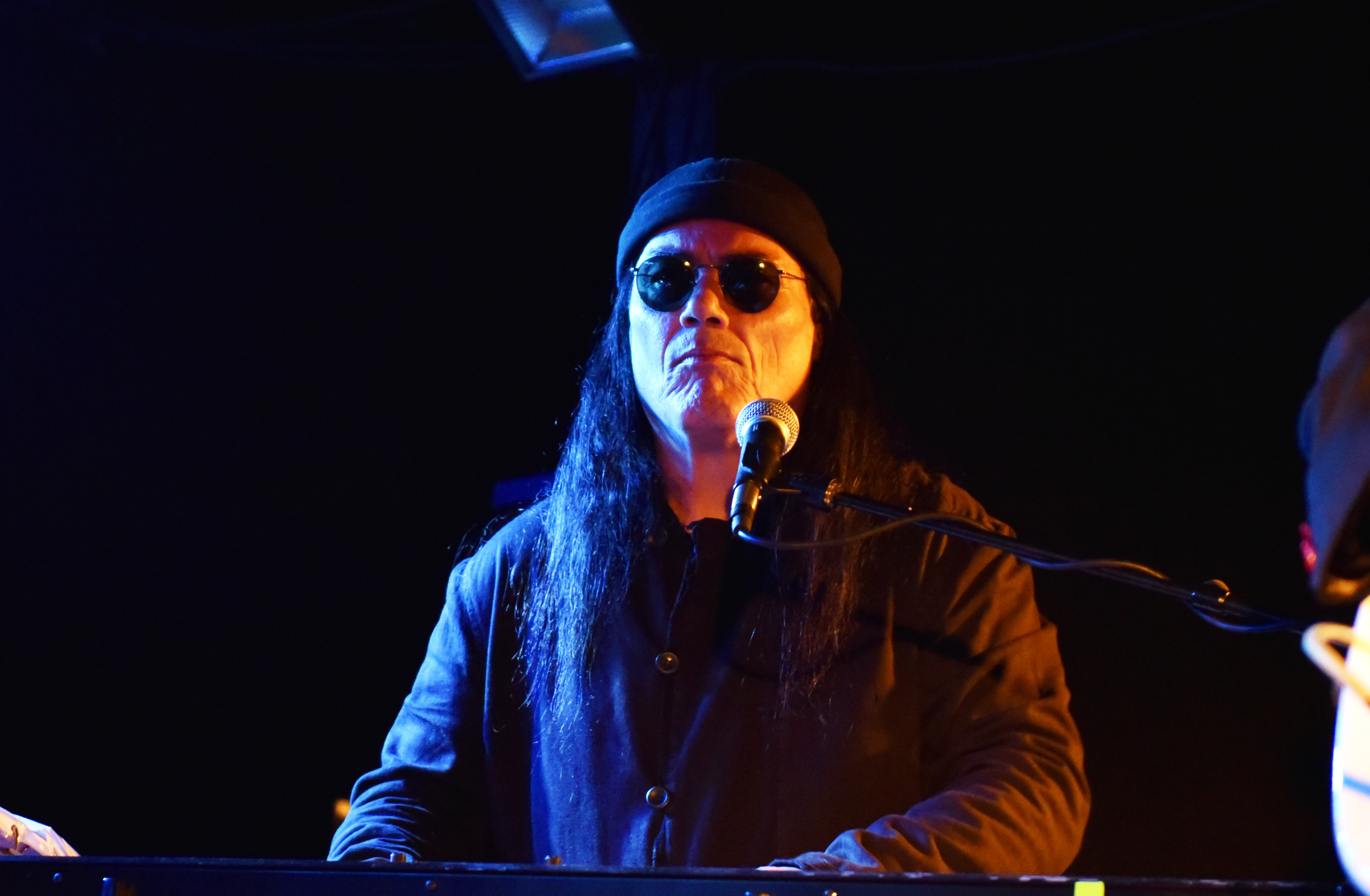
トニー・カレイ(Key) 2016年

RAINBOW#3（1977年5月 - 1977年7月）
元コロシアム、ユーライア・ヒープ、テンペストのマーク・クラーク（ベース）を起用して、フランスのシャトー・ド・エルヴィルで新作の製作を開始したが、意に合わずクラークを解雇。この時点まで同行させていたカレイも離脱。
RAINBOW#4（1977年7月 - 1978年11月）
オーストラリア出身のボブ・デイズリー（ベース）とカナダのシンフォニック・スラムというバンドで活動していたデヴィッド・ストーン（キーボード）がセッション・ミュージシャンとして加入。9月よりツアー開始。ウィーン公演でブラックモアが暴行罪容疑をかけられて逮捕され、2日間拘留。釈放直後のミュンヘン公演がビデオ収録され、後年、DVDソフト『Live in Munich 1977』として発表。1978年1月、2度目の来日。札幌公演でファンが圧死する事件（レインボー 札幌事件）が発生。
5月、アルバム『バビロンの城門』発表。プロモーション・ツアーの後に、元ディープ・パープルのロジャー・グローヴァーをプロデューサーに迎えて新作の製作を開始したが、ディオはデモ・テープを聴いて「自分が唄いたいタイプの音楽ではない」という理由で脱退。結成以来のメンバーはブラックモアだけになった。ストーンも脱退したので1978年末にジャック・グリーンを加入させたが意に合わずすぐに離脱、暫くキーボディスト不在になった。
ディオ脱退後、ブラックモアはイアン･ギランにレインボーへの加入を打診したが、逆にギランが自身のバンドへ参加しないかと誘いをかけた。しかしブラックモアが固辞したため、結局ギランのレインボー加入は立ち消えとなった。
RAINBOW#5（1979年4月 - 1980年8月）
1979年早々、元コロシアムIIのドン・エイリー（キーボード）がパウエルの推薦により加入。グローヴァーがブラックモアに懇願されベーシストとして加入。ブラックモアが演奏する予定だったベース・パートにも、グローヴァーがデモ用に録音した演奏が使用された。
出来上がったテープをもとに、フランスで新作を制作。同時にヴォーカリストのオーディションが行なわれてマーク・ストラーチェが選ばれたが、結局1960年代にマーブルズで有名になりソロ活動で異才を放っていたグラハム・ボネットが加入。同年7月、アルバム『ダウン・トゥ・アース』を発表。日本では9月に発売。
9月からワールド・ツアーを催行し、1980年5月に日本公演を行なった。8月16日にロンドン郊外のドニントン・パークで開かれたモンスターズ・オブ・ロック（Monsters of Rock）で、ニュー・ミュージカル・エクスプレス（NME）誌で脱退を表明したパウエルの最後のコンサートが行なわれた。当日の音源は「スターゲイザー」がポリドール・レコード編集のオムニバス『Monsters of Rock』（1980年）、全編がライヴ・アルバム『モンスターズ・オブ・ロック〜ライヴ・アット・ドニントン1980』（2016年）に収録された。

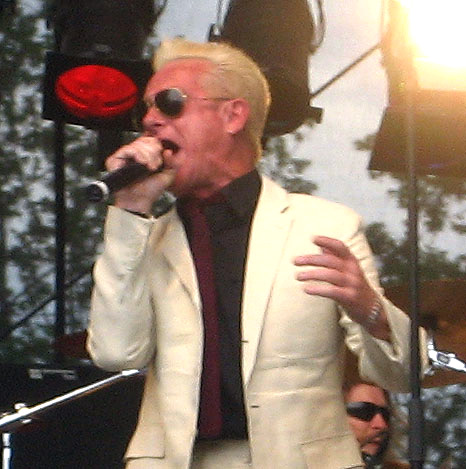
グラハム・ボネット(Vo) 2008年
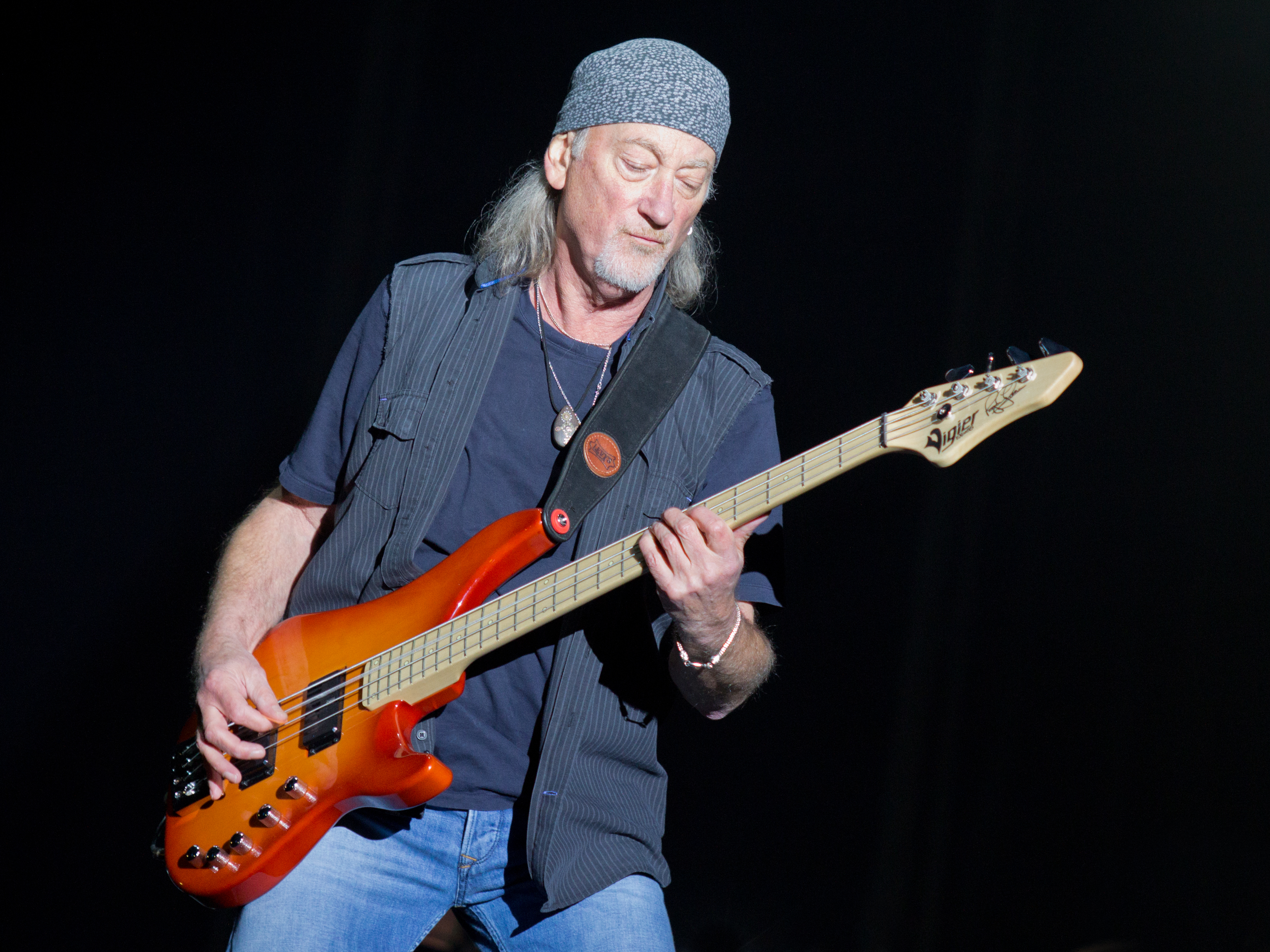
ロジャー・グローヴァー(B) 2013年
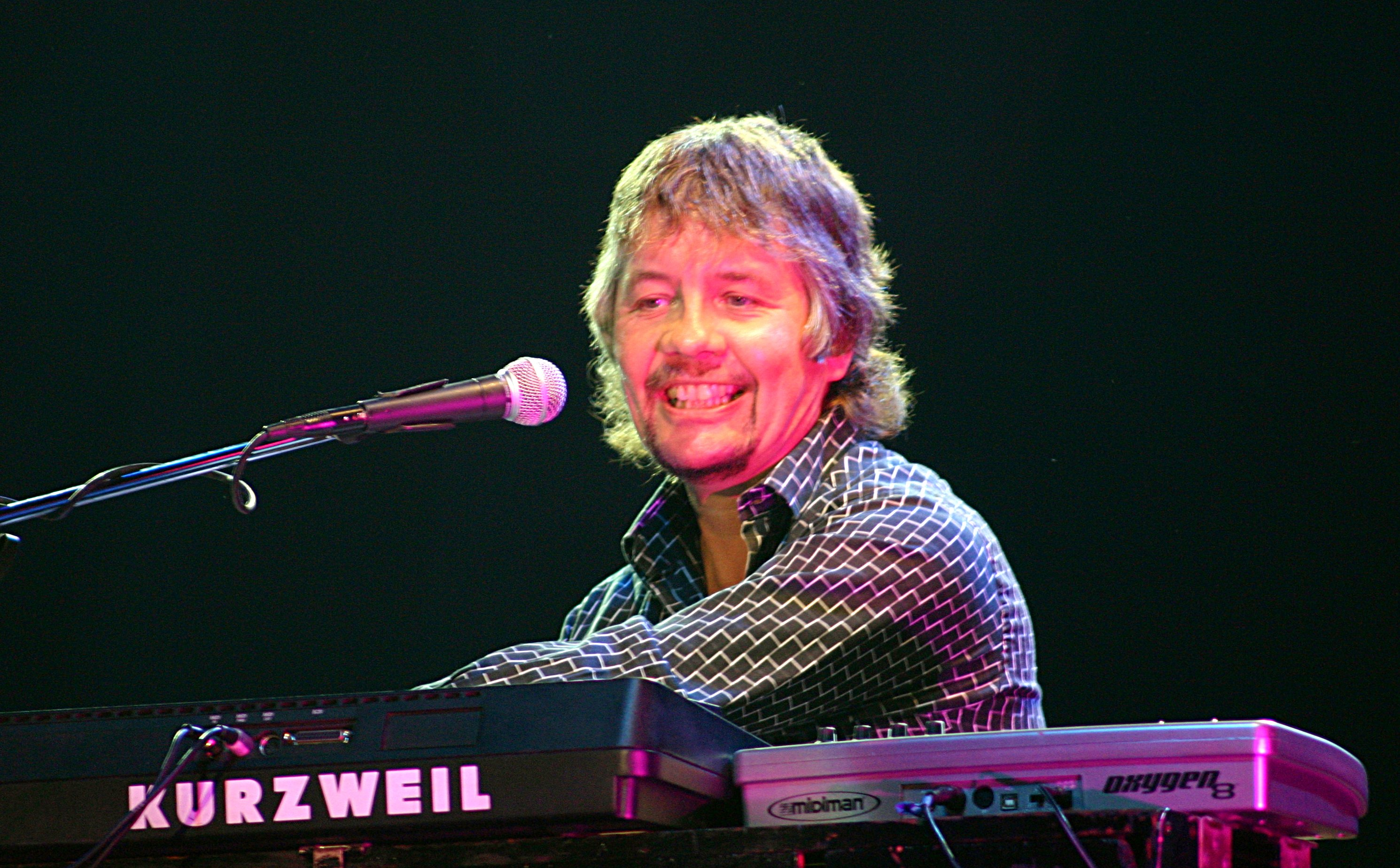
ドン・エイリー(Key) 2005年

RAINBOW#6（1980年8月 - 1980年11月）
ボブ・ロンディネリ（ドラム）加入。9月よりコペンハーゲンのスウィート・サイレンス・スタジオで次作の録音が開始されたが、一向に進まない事に不満を抱いたボネット脱退。
RAINBOW#7（1980年11月 - 1981年11月）
アメリカのバンドであるファンダンゴのメンバーで新しいヴォーカリストに推薦されたジョー・リン・ターナーを迎えてレコーディングを敢行。1981年1月（日本では3月）、アルバム『アイ・サレンダー』を発表。アメリカ、ヨーロッパ・ツアーを経て8月に来日。ツアー終了後、オジー・オズボーン・バンドへ加入するためエイリーが脱退。
RAINBOW#8（1981年11月 - 1983年6月）
10月末、オーディションで選ばれたデイブ・ローゼンタル（キーボード）が加入。11月にカナダのスタジオで初のデジタル録音。1982年『闇からの一撃』を発表。5月からアメリカ・ツアー。8月のテキサス州サン・アントニオ公演を収録した初のドキュメント・フイルム『Live Between The Eyes』（VHS）発表。10月に来日。1983年5月から再びスウィート・サイレンス・スタジオにて次作のリハーサルを開始。
RAINBOW#9（1983年6月 - 1984年3月）
ターナーと旧知の仲だった、元ブランドXのチャック・バーギ（ドラム）が加入。8月に『ストリート・オブ・ドリームス』を発表。直後にイギリス及びアメリカ・ツアーを催行。ツアーの後、ディープ・パープルの再結成が進んで、レインボーは1984年3月の日本公演の終了後に活動を停止する事を発表。3月14日に武道館で行なわれた最終公演で新日本フィルハーモニー交響楽団と共演した模様は、WOWOWによってヴィデオ収録されてプログラム放映された。

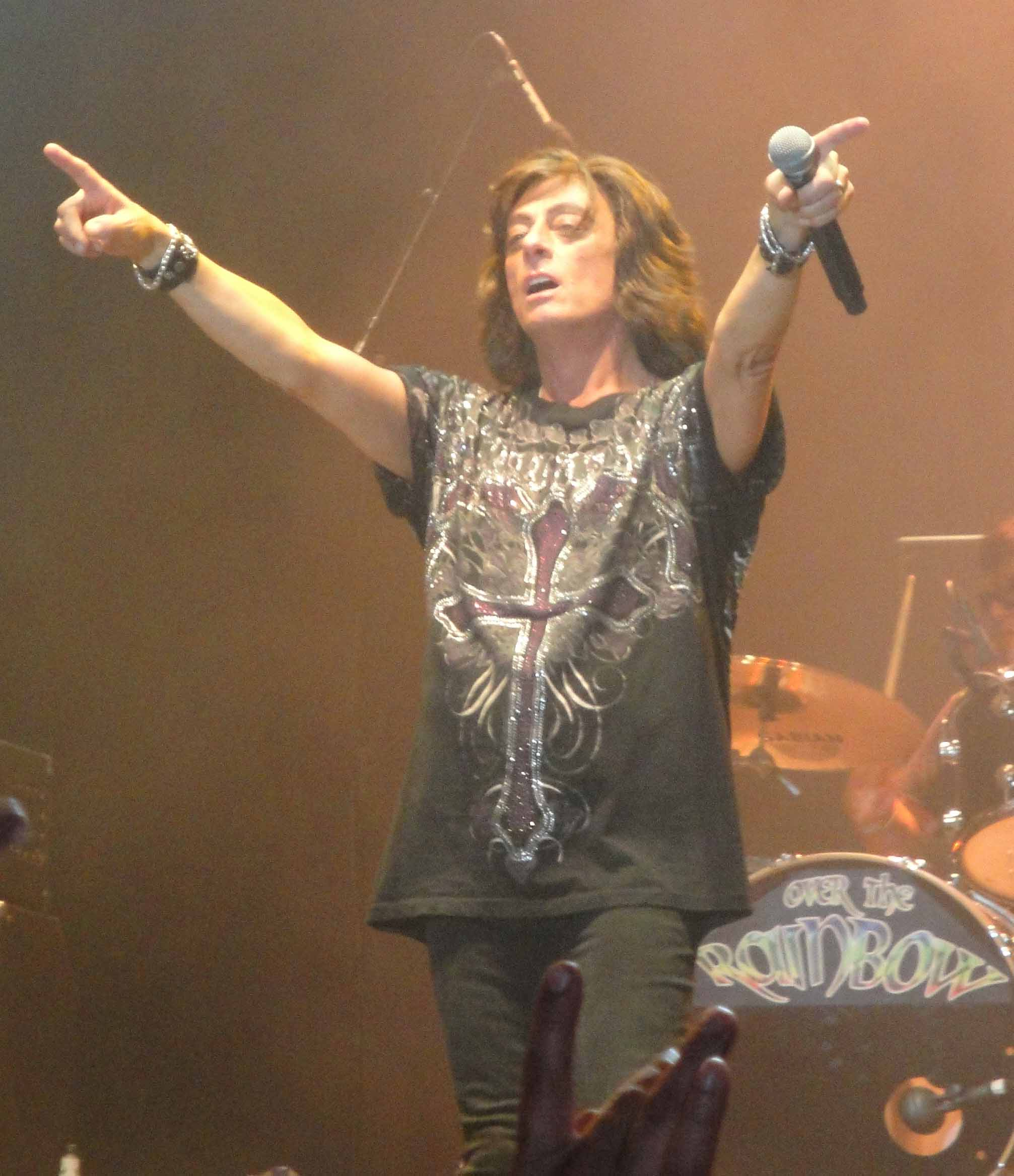
ジョー・リン・ターナー(Vo) 2010年
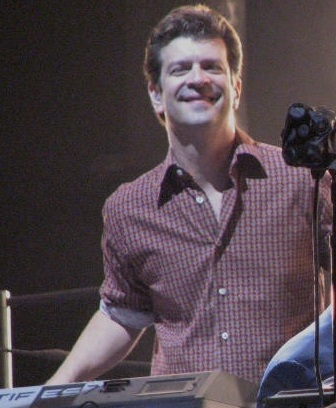
デイヴ・ローゼンタール(Key) 2006年
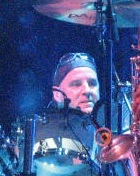
チャック・バーギ(Ds) 2007年

RAINBOW#10-#12（1994年4月- 1997年5月）
1993年にディープ・パープルを再度脱退をしたブラックモアによって再結成。彼以外のメンバーはドゥギー・ホワイト（ヴォーカル）をはじめ新顔。8月にリッチー・ブラックモアズ・レインボー名義のアルバム『孤高のストレンジャー』を発表したが、日本においてはまずまずの成果を上げたものの、アメリカでは媒体がほとんど伝えず不発に終わる。1997年に解散。ブラックモアはキャンディス・ナイトとブラックモアズ・ナイトを結成。

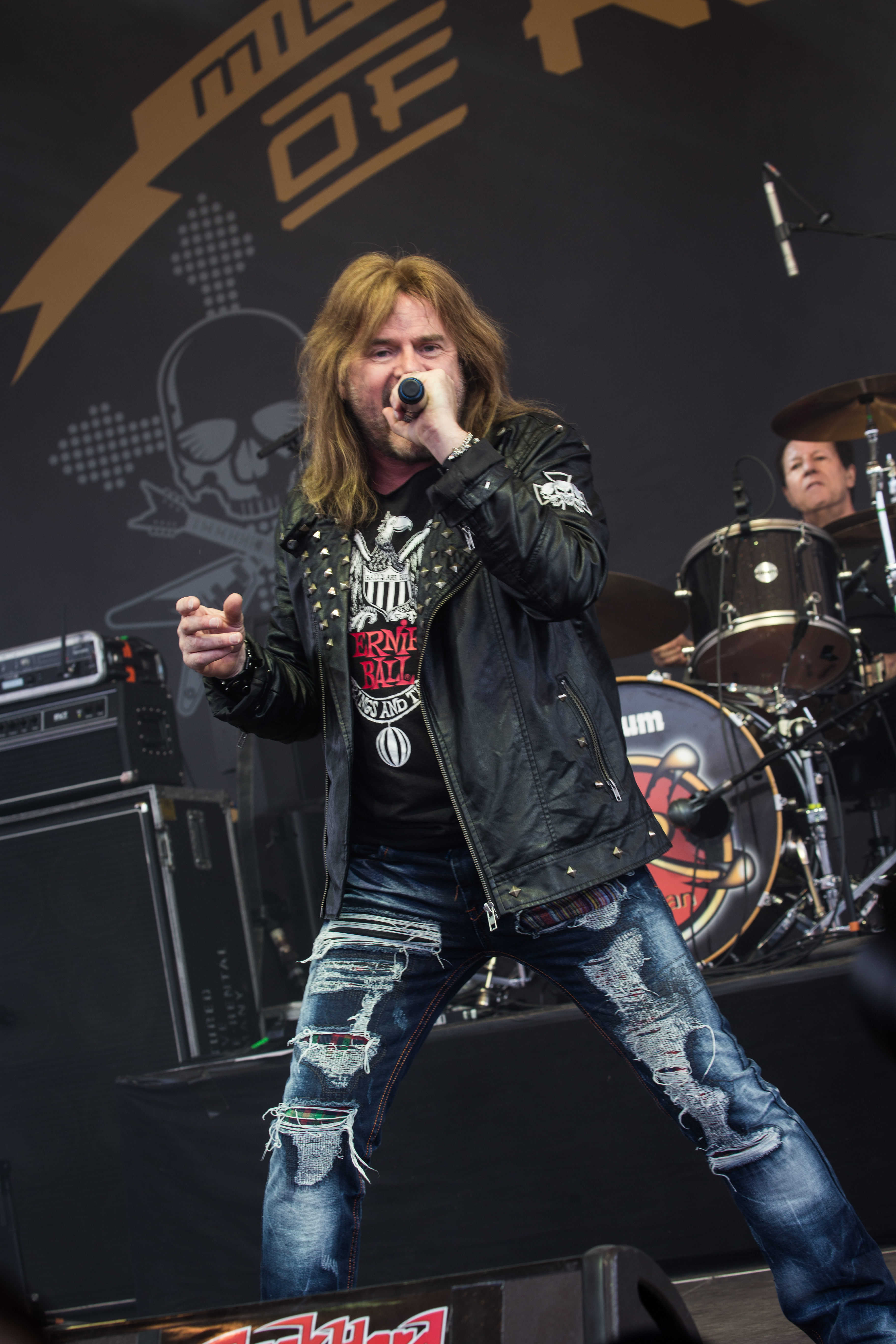
ドゥギー・ホワイト(Vo) 2015年
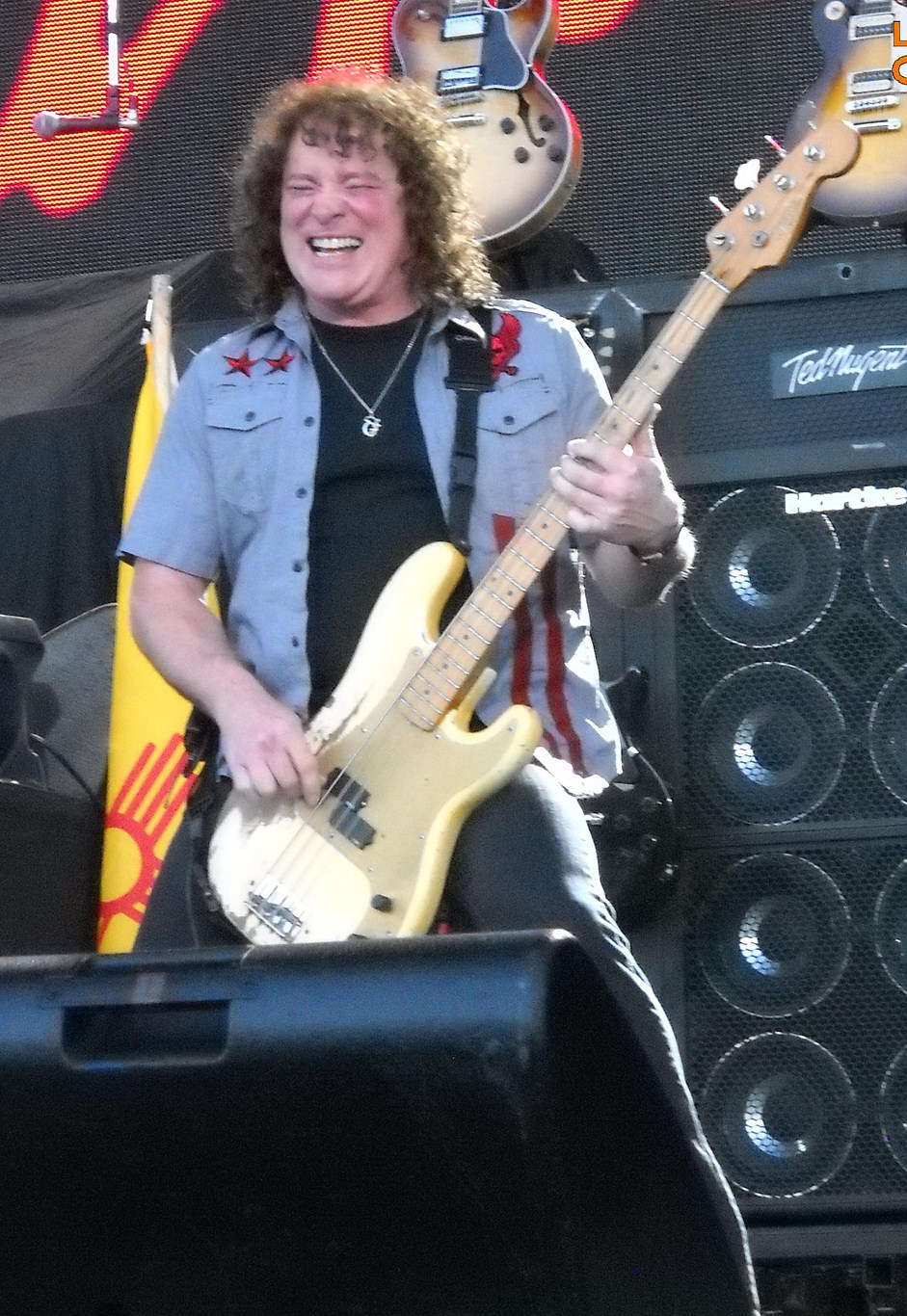
グレッグ・スミス(B) 2012年
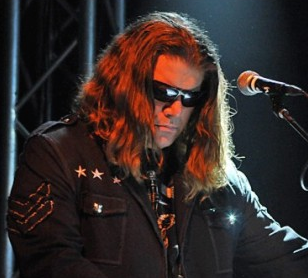
ポール・モリス(Key) 2010年
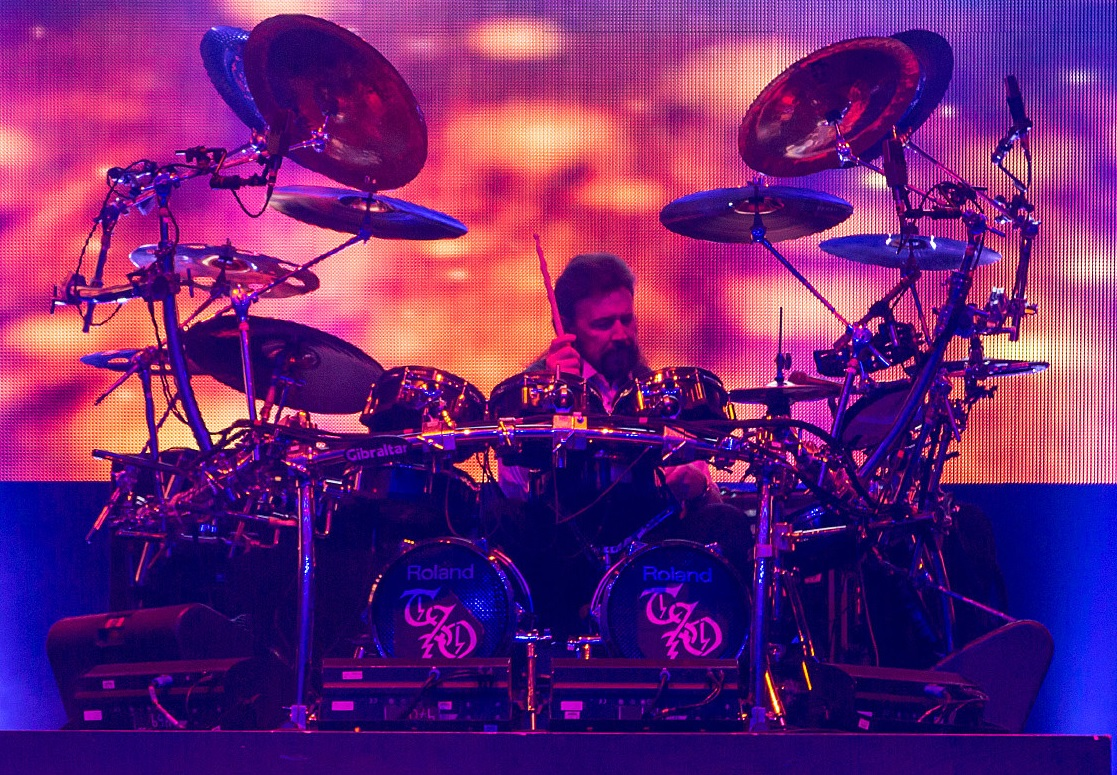
ジョン・オライリィ(Ds) 2014年

RAINBOW#13（2016年6月- ）
2015年7月、ブラックモアが原点に回帰するライブ公演開催を公表し再々結成。彼以外のメンバーは新顔。新しい顔ぶれは当公演のみに限定され、翌年6月、全3回のヨーロッパ公演を実施。終了後、ツアーの継続を発表し、2017年、2018年と断続的に公演を行なった。2019年は、フィンランド、ドイツ、スペインで公演を4回行なう予定だった。

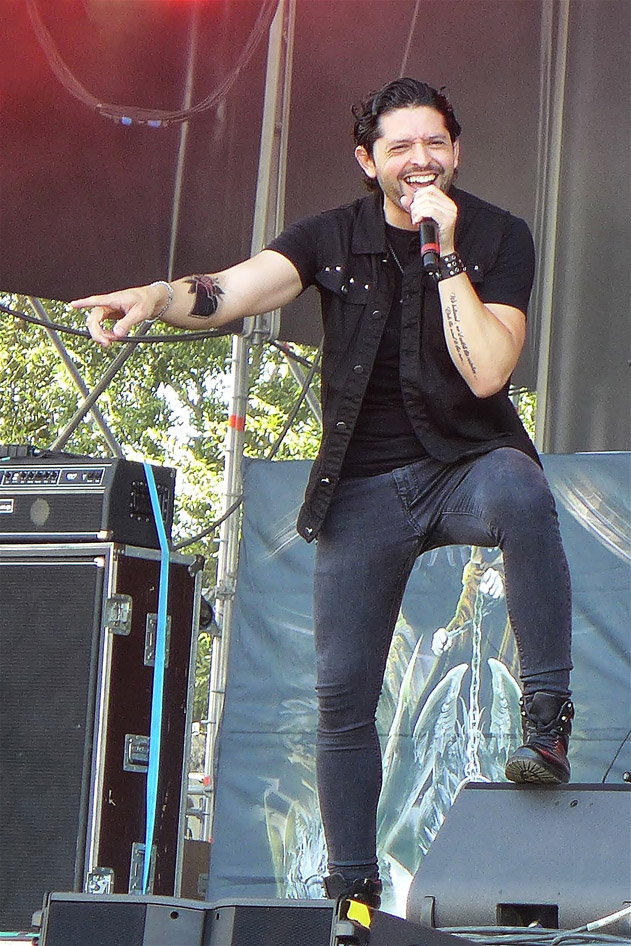
ロニー・ロメロ(Vo) 2017年
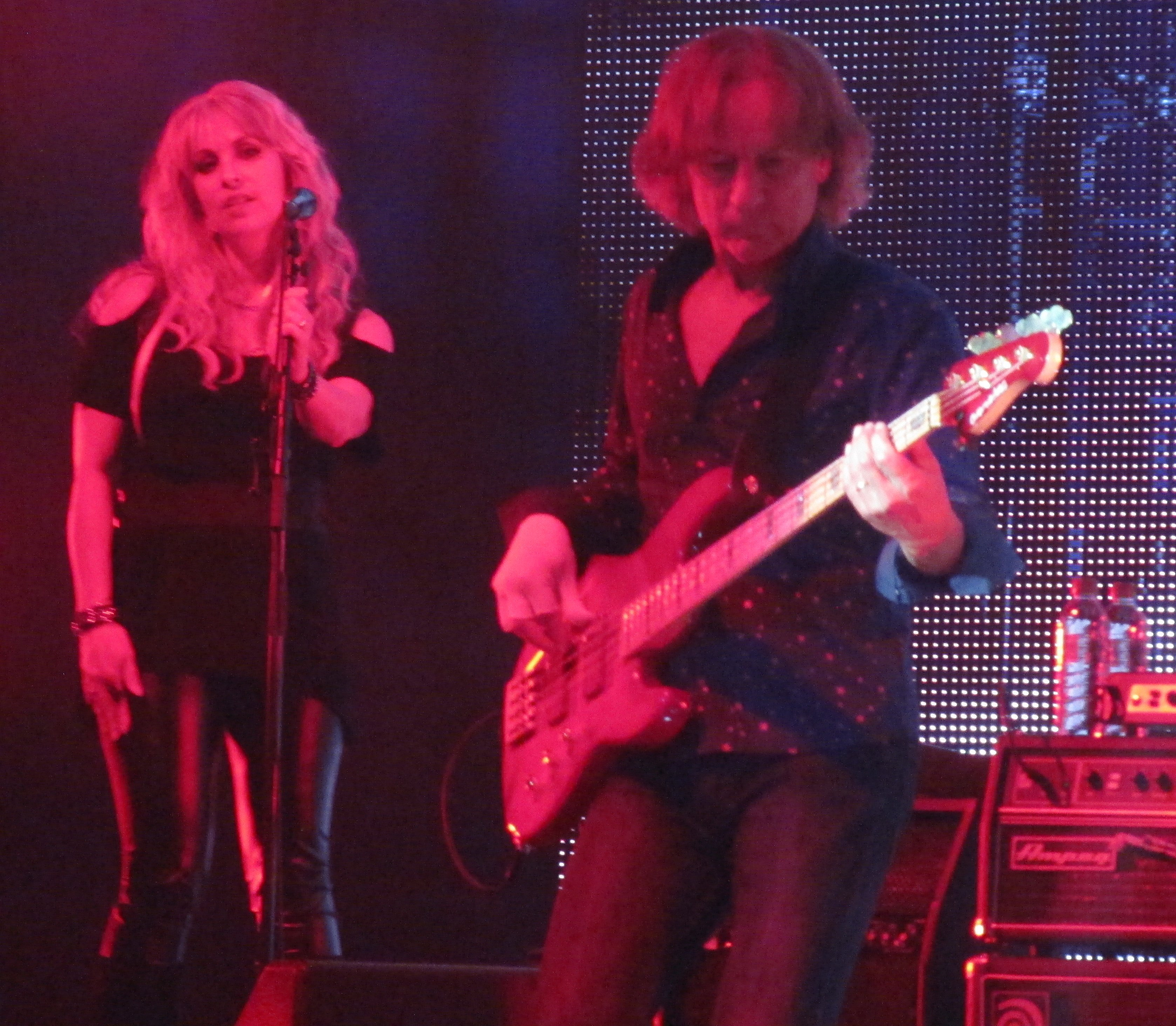
コーラス担当キャンディス & ボブ・ヌーボー(B) 2017年
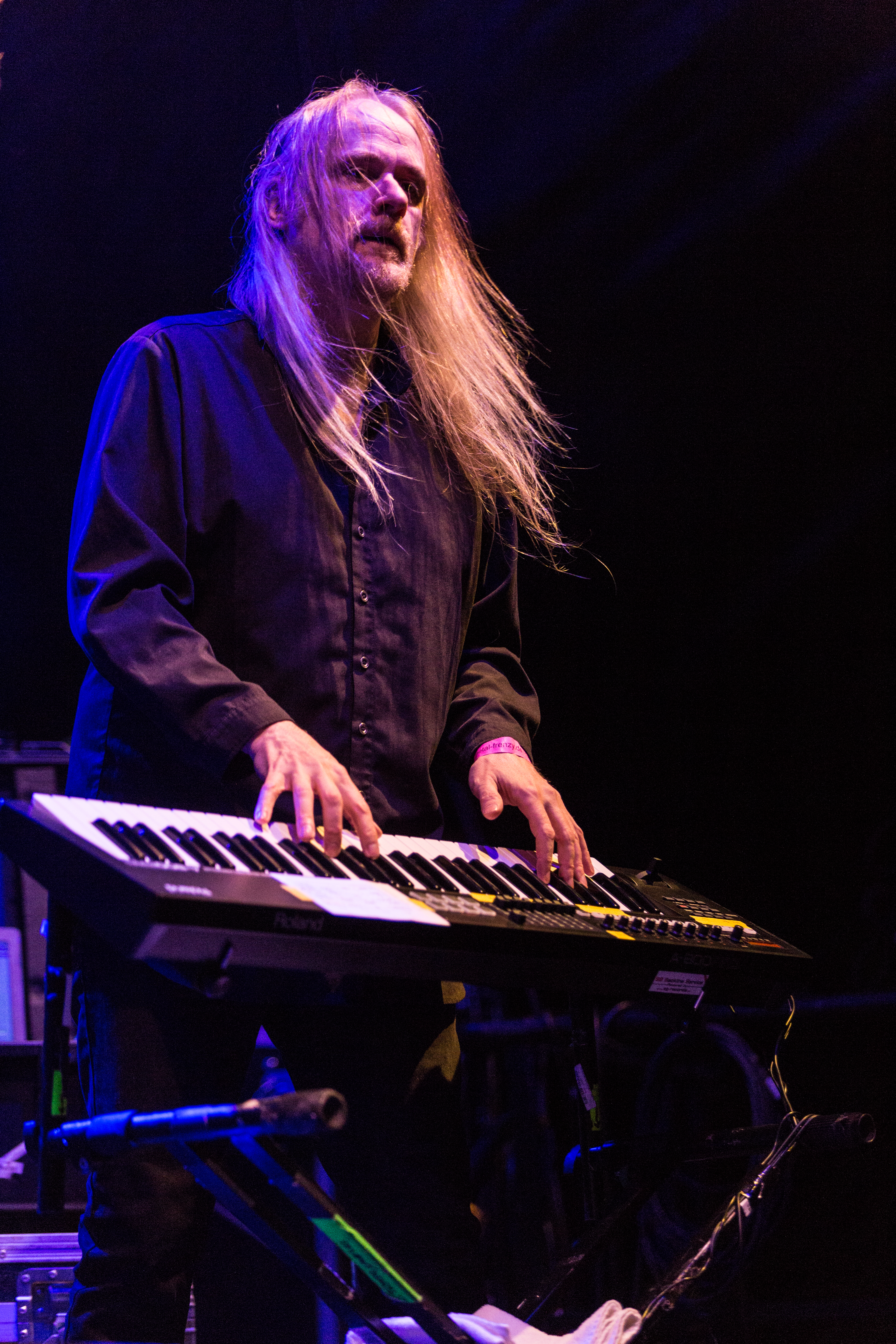
イェンス・ヨハンソン(Key) 2017年
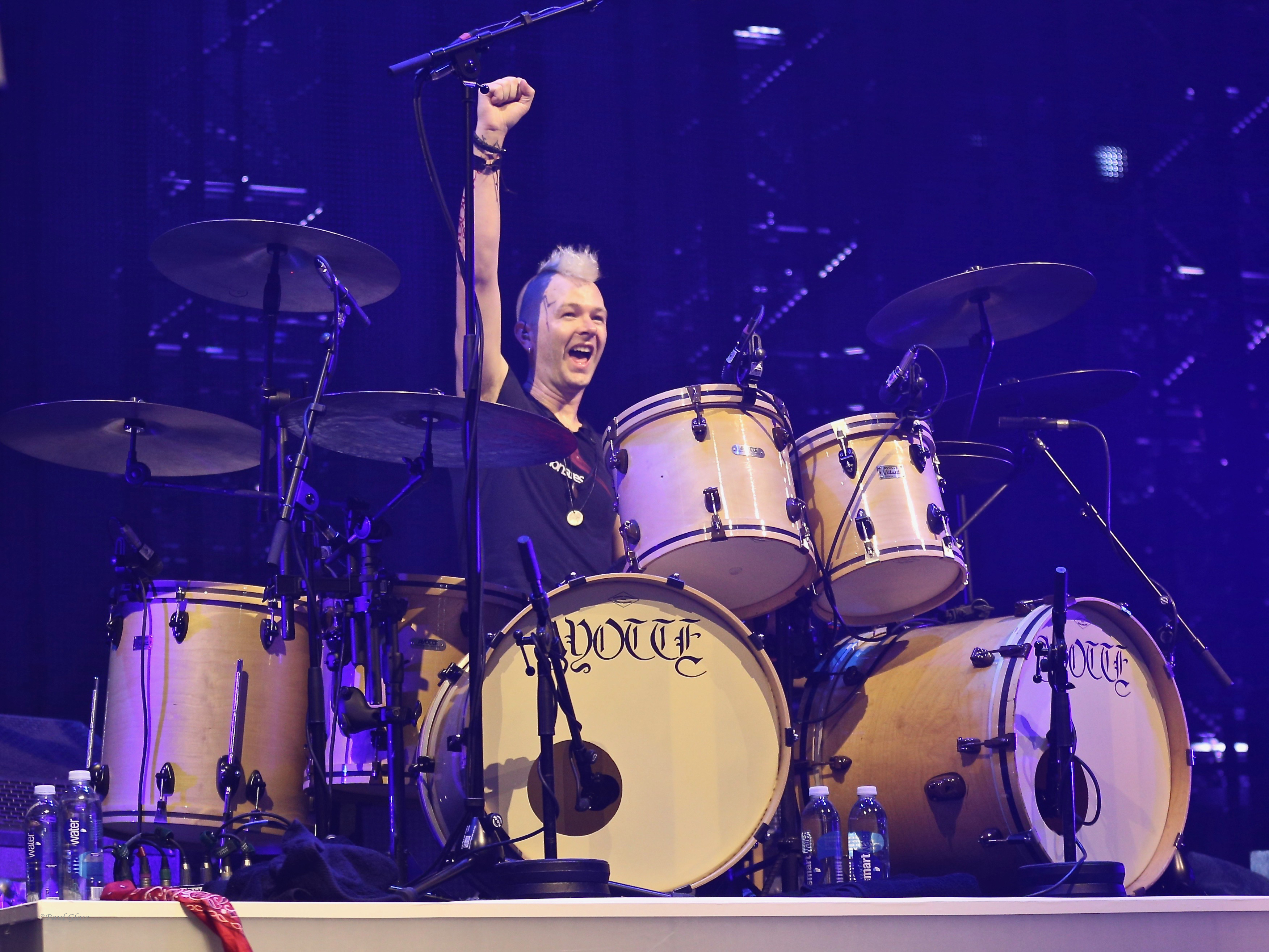
デヴィッド・キース(Ds) 2017年

### 展開
ブラックモアはディープ・パープルを脱退してディオらエルフのメンバー4名とバンドを結成した時、音楽誌のインタビューなどで度々「自分はバンドの1/5に過ぎない」と強調していた。だがリッチー・ブラックモアズ・レインボーというバンド名とアルバム名から、周囲やファンの多くは、このバンドの活動を彼のソロ・プロジェクトの延長と捉えた。
しかしバンド名をブラックモアズ・レインボーとしたセカンド・アルバムでは、ディオのヴォーカルに加えてパウエルのパワフルなドラミングを得て、彼の当初の理想だった「中世様式美系ハードロック」がある程度完成したとされ、その結果レインボーは、彼のワンマンバンドではなく3人の強力なメンバーを擁したバンドと見なされるようになった。この『三頭時代』に発表された2作のスタジオ・アルバム、1作のライヴ・アルバム、後年に発表されたビデオ『Live in Munich 1977』は、いずれも高品質の作品として評価され、日本やヨーロッパでは高い人気を博した。
しかし最大の市場であるアメリカでの売上は、それなりの成果はあったものの、ブラックモア自身が思い描いていた事とは程遠かった。そこでブラックモアはアメリカ人の嗜好に合った、より現代的でストレートなハードロック路線への転換を主張。同意できなかったディオは脱退した。新たなヴォーカリストにはキャラクターも音楽性も異なるボネットが加入。プロデュースと曲作りに招いたグローヴァーをベーシストとしてメンバーに迎えて入れ、ポップセンスを効かせた佳曲揃いのアルバム『ダウン・トゥ・アース』を発表。ヒット曲も生まれてアメリカでの人気がいくぶん盛り上がった。が、パウエルが音楽性の変質に不満を抱いて脱退。友人の脱退に触発されてボネットも後に脱退した。
ボネットの後任にアメリカ人のターナーを迎え、よりアメリカ市場を意識してポップセンスをさらに先鋭化させた『アイ・サレンダー』を発表。音楽性の変化には賛否両論があり、肝腎のアメリカでの売上も期待された程には伸びなかったが、日本では発売から約半年後の来日時に発売元のポリドールによってゴールドディスクに認定され、従来の高い人気を保っていた。アルバムツアー終了後、エイリーが方向性の相違から脱退。
1984年、ブラックモアはグローヴァーと共にディープ・パープルの再結成に参加。レインボーは7作目のアルバム『ストリート・オブ・ドリームス』と同年3月の日本公演を最後に活動を停止、解散する。
ブラックモアはその後約10年にわたりディープ・パープルで活動するが1993年に脱退し、ホワイトなど新たなメンバーでバンドを結成。グループ名を「リッチー・ブラックモアズ・レインボー」と名乗った。しかしアメリカでは全く話題にすらならなかったアルバムを1作発表しただけで再び自然消滅的な形で解散した。
2015年7月、ブラックモアズ・ナイトで活動中だったブラックモアは、翌年6月にレインボー名義でツアーを開催すると明言。同11月、オフィシャル・ラインナップを公表。
2016年6月、ドイツと本国イングランドで全3回のライブを実施。ブラックモアは「反応次第では継続する可能性がある」と含みを残した。そして実際に継続が実現し、2017年7月に英国ツアー、2018年には東欧ツアーを開催。20数年ぶりのオリジナル曲も発表した。2019年も再び短期間の東欧ツアーを行ったが2020年の新型コロナウイルスの世界的大流行以降は活動を停止したままになっている。
この事に関してヴォーカルのロニー・ロメロは2023年に「彼とはそれ(2020年)以来話していない」、「またやりたいとは思っていない。もう僕のいる場所ではないと思う。失礼なことだけどね。」と述べバンドが活動停止状態になっている事や今後活動を再開してもバンドには参加する意思はないと述べている。

## メンバー
ギタリストは全時期を通じてリッチー・ブラックモア。それ以外のメンバーは以下の様に変遷している。
| 時期               | ボーカル                   | ベース                 | キーボード             | ドラムス               |
| ------------------ | -------------------------- | ---------------------- | ---------------------- | ---------------------- |
| #1 1975/5-1975/9   | ロニー・ジェイムス・ディオ | クレイグ・グルーバー   | ミッキー・リー・ソウル | ゲイリー・ドリスコール |
| #2 1975/9-1977/2   | ↓                          | ジミー・ベイン         | トニー・カレイ         | コージー・パウエル     |
| #3 1977/5-1977/7   | ↓                          | マーク・クラーク       | ↓                      | ↓                      |
| #4 1977/7-1978/11  | ↓                          | ボブ・デイズリー       | デヴィッド・ストーン   | ↓                      |
| #5 1979/4-1980/8   | グラハム・ボネット         | ロジャー・グローヴァー | ドン・エイリー         | ↓                      |
| #6 1980/8-1980/11  | ↓                          | ↓                      | ↓                      | ボビー・ロンディネリ   |
| #7 1980/11-1981/11 | ジョー・リン・ターナー     | ↓                      | ↓                      | ↓                      |
| #8 1981/11-1983/6  | ↓                          | ↓                      | デイヴ・ローゼンタール | ↓                      |
| #9 1983/6-1984/3   | ↓                          | ↓                      | ↓                      | チャック・バーギ       |
| 解散 1984/4-1994/3 | ※                          | ※                      | ※                      | ※                      |
| #10 1994/4-1995/9  | ドゥギー・ホワイト         | グレッグ・スミス       | ポール・モリス         | ジョン・オライリィ     |
| #11 1995/9-1997/2  | ↓                          | ↓                      | ↓                      | チャック・バーギ       |
| #12 1997/2-1997/5  | ↓                          | ↓                      | ↓                      | ジョン・ミセリ         |
| #13 2016/6-2019/6  | ロニー・ロメロ             | ボブ・ヌーボー         | イェンス・ヨハンソン   | デヴィッド・キース     |

### 主なメンバーの脱退後の活動
- リッチー・ブラックモアは、レインボーの活動を停止して、アコースティック主体のブラックモアズ・ナイトをキャンディス・ナイトと結成した。
- ロニー・ジェイムス・ディオは、ブラック・サバスに加入して更なる様式美を追求し、さらにディオを結成。ジミー・ベインがメンバーとして在籍。全米アリーナツアーを行うなど、アメリカではレインボー以上の商業的成功を収めた。2010年5月16日、胃癌により他界。
- ミッキー・リー・ソウルは、イアン・ギラン・バンドに加入。
- コージー・パウエルはソロやマイケル・シェンカー・グループ、エマーソン・レイク・アンド・パウエル、ホワイトスネイク、ブラック・サバス、イングヴェイ・マルムスティーンなどで活動したが、1998年に交通事故で他界。
- グラハム・ボネットは秀逸なソロ・アルバムを残し、マイケル・シェンカー・グループでの活動を経て、アルカトラスを結成し、イングヴェイ・マルムスティーンやスティーヴ・ヴァイといった著名なギタリストが世の注目を集めるのに一役買った。
- ドン・エイリーはオジー・オズボーンのバンドやホワイトスネイクに参加した後、ディープ・パープルに加入。
- ロジャー・グローヴァーとドン・エイリーは2025年現在もディープ・パープルに在籍。
- ジョー・リン・ターナーはソロ主体で活動。チャック・バーギとも行動を共にし、一時期ディープ・パープルにも在籍。
- デイヴ・ローゼンタールはセッションを主体として活動。1980年代後半には全盛期のシンディ・ローパーのバックミュージシャンとしてワールドツアーに同行し来日。2006年のビリー・ジョエルの日本公演ではチャック・バーギとともにバック・ミュージシャンを務めている。またプログレッシブ・バンドのハッピー・ザ・マンの再結成の主要メンバーとして録音に参加したり、ブラックモアズ・ナイトにアレンジャーとして参加したり、現在でも幅広く活動している。
- トニー・カレイは、ソロ・シンガーやプラネットPプロジェクトとして活動。
- 2008年11月、カレイ、ボビー・ロンディネリ、グレッグ・スミス、ターナーが、ブラックモアの長男でギタリストのユルゲン・ブラックモアとオーヴァー・ザ・レインボー（Over The Rainbow）を結成[37]。

## 音楽性の変遷
1st.『銀嶺の覇者』 - RITCHIE BLACKMORE'S RAINBOW
実質、ブラックモアがディオらエルフのメンバーをスタジオ・ミュージシャンとして使って制作したソロ・アルバム。彼は2曲のカバー曲を除いた全曲を作り、全てのパートを各メンバーに教えてその通りに演奏することを要求したとされる。実力と音楽志向の面で彼が求めていたのはディオだけで、アルバムの完成直後に他のメンバーを解雇した。
彼が当時演奏したかった音楽を具現化したアルバムで、ディープ・パープル時代からのファンの人気曲「銀嶺の覇者」、クラシカルな楽曲「虹をつかもう」や「王様の神殿」が収録されている。アメリカでもビルボード誌アルバム・チャートで30位にランク・イン、まずまずの出だしとなった。
2nd.『虹を翔る覇者』 - RAINBOW RISING
既に高い評価を得ていたパウエルが加入。ブラックモア、ディオ、パウエルの所謂『三頭時代』が始まる。ハードロック史上に残る傑作となり、レインボーの人気を確立させた。またビルボード誌のアルバム・チャートにおいて48位を記録、それなりの成果を挙げた。
内容的に組曲をなす「スターゲイザー」と「ア・ライト・イン・ザ・ブラック」というそれぞれ8分以上の2曲がレコードの片面を占める大作であり、それに代表される長い演奏時間、音楽嗜好を「クラシカルなメロディとヘヴィなサウンドからなる様式美的ハードロック」に先鋭化した作品作りが特徴。ラジオの音楽番組で放送される事を前提にしていないことが伺われる。
3rd.『バビロンの城門』 - LONG LIVE ROCK'N'ROLL
基本的な路線には変化が無いが、それまでの大作主義からシンプルなハードロックへの移行が伺われる。明らかにアメリカ市場への乱入を狙った、ラジオの音楽番組を意識した内容となっている。だが、意に反してビルボード・アルバムチャート89位とセールス的に失敗してしまった。
スピーディなアルペジオが連続する「キル・ザ・キング」は、レインボーの全楽曲の中でも重要な曲である。ボネットとターナーに歌い継がれた「ロング・リヴ・ロックン・ロール」や前作を踏襲した大作「バビロンの城門」などを収録。
4th.『ダウン・トゥ・アース』 - DOWN TO EARTH
アメリカ市場での売上低迷という状況を打開するために、ポップさを前面に押し出し、ストレートで現代的なハードロック路線に大きく舵を切った。グローヴァーを作曲とプロデュースに起用し、さらにベーシストとしてメンバーに迎え、脱退したディオの後任にストレートでハイテンションな声質を持つボネットを選んで音楽性を一新した。ラス・バラード作のシングル曲「シンス・ユー・ビーン・ゴーン」を巡ってはメンバー間でも収録の可否を巡って激論があった。
5th.『アイ・サレンダー』 - DIFFICULT TO CURE
6th.『闇からの一撃』 - STRAIGHT BETWEEN THE EYES
7th.『ストリート・オブ・ドリームス』 - BENT OUT OF SHAPE
ヴォーカリストがターナーに代わってアメリカ市場向け路線が一層明確になった。ターナーは大学で文学を学んだ教養溢れる人物で、彼が書く格調高くも分かり易い歌詞は楽曲のポップ化を促してアメリカのラジオで放送される回数を増やした。1984年には「メイビー・ネクスト・タイム」がグラミー賞ベスト・インストゥルメンタル部門にノミネートされた。
レインボーで最大の魅力とされてきたブラックモアのギター・プレイはアルバムを追って控えめになり、かつてアマチュア・ギタリストを虜にしたような速弾きや特徴的なクラシカルなリフなどはあまり聴かれなくなっていった。「デス・アリー・ドライバー」のようにディープ・パープルの「ハイウェイ・スター」にも負けないハイスピード・プレイや「メイビー・ネクスト・タイム」のようなギター・インストゥルメンタルもあるが、シングル・ヒットした「アイ・サレンダー」や「ストリート・オブ・ドリームス」などの楽曲においては、ギター・サウンドもギター・ソロもあまり前面に出ていない。
ここでレインボーは活動を停止。制作したスタジオ・アルバムの数は、偶然にも虹の色の数と同じ7だった。
1995年 『孤高のストレンジャー』 - STRANGER IN US ALL
ブラックモアはソロ・アルバムのつもりであったが、市場に出すに当たってリッチー・ブラックモアズ・レインボー名義を冠せられた。ホワイトが器用に声色を使い分けて歌っていることもあり、荒削りなギター・プレイ、ギターの音色、練り込まれたアレンジ等において、ブラックモアのロック経歴の集大成的な楽曲が並ぶアルバムになっている。プロデュースはパット・リーガンとブラックモア。しかし、アメリカでは不発だった。
音楽雑誌「BURRN!」の読者人気投票で、1995年度のベスト・グループとベスト・アルバムに選ばれている。

## 特記

### 照明
デビュー当時の彼等の呼び物の一つに、虹をかたどった照明システム（以後、『虹』と記す）があった。ブラックモアはディープ・パープルに在籍していた時から、このような照明のアイデアを持っていたと言われ、電飾こそ施されていないが似た装飾が1974年のカリフォルニア・ジャムでのコンサートで使われたのが映像で確認できる。
約10万ドルの費用で制作された『虹』は、高さ29ft（約9m）、幅40ft（約12m）という巨大なもので、約3,000個の電球を使用し、4分割して輸送できるようになっていた。コンピュータによって光の流れ、色合いを制御し、ステージ演出に大きな効果を生んだ。
一方、輸送費やコンピュータ制御の技術者（オペレーター）の人件費など、『虹』の必要経費の総額は膨大で、1976年のRISINGツアーの以前のアメリカを中心に行われたツアーは赤字続きだったという。また『虹』を点滅させると楽器の音にノイズが発生し易くなるといった悪影響があり、特にその影響を受けるメロトロンが使用される曲では、カレイらキーボーディストの抗議に応じて『虹』への電力が抑えられていた。
『虹』はボネットが加入した後の1979年9月に行なわれたアメリカ・ツアーから引退。理由は観客の多くがステージ上のメンバーではなく『虹』を観ていることにブラックモアが気付いて『虹』に対して脅威を感じたから。1982年頃のライヴからは、『闇からの一撃』のジャケットアートをイメージした、闇に浮かぶ巨大な電光の眼が使われるようになった。

### コンサートの開演と終演
コンサートの開演ではBGMとしてエドワード・エルガーの威風堂々第1番が流された後、映画『オズの魔法使い』の台詞"We must be over the rainbow..."が流れてブラックモアが主題歌「虹の彼方に」の一節のフレーズを弾き出すのが定番となっていた。終演ではジュディ・ガーランドの歌う「虹の彼方に」が流された。

### その他
1979年1月27日にNHK総合テレビジョンで放送されたドラマ『阿修羅のごとく』（原作・脚本向田邦子）の第4話で、「バビロンの城門」が挿入曲として使用された。

## 1978年の札幌公演での事故
1978年1月27日、彼等の2度目の日本公演の際、札幌市の中島スポーツセンターで行われたコンサートで観客が死亡する事故が発生した。約5,000人の聴衆が詰め掛けていた同会場で、前座の四人囃子の演奏が終わった約1時間後にレインボーが登場すると、開演時間の遅れに痺れを切らしていた聴衆がステージ前方に殺到。将棋倒しが起こり、下敷きとなった当時19歳の女子大生が胸部圧迫のため死亡した。現場は大混乱となったが、警察からバンド側への演奏一時中止の要請は届かなかったという。
後日、ブラックモアは遺族に500万円の見舞金を送った。
当時の日本のロック・コンサートでは、指定席の観客でもステージに向かって駆け出したり前の方に詰めかけたりすることが許されていた。この事故は当時大きくニュースで取り上げられ、警備体制を大きく変更する契機になった。

## ディスコグラフィ

### スタジオ・アルバム
- 『銀嶺の覇者』 - Ritchie Blackmore's Rainbow（1975年）※11位(UK) / 30位(US)
- 『虹を翔る覇者』 - Rising（1976年）※11位(UK) / 48位(US)
- 『バビロンの城門』 - Long Live Rock 'n' Roll（1978年）※7位(UK) / 89位(US)
- 『ダウン・トゥ・アース』 - Down To Earth（1979年）※6位(UK) / 66位(US)
- 『アイ・サレンダー』 - Difficult To Cure（1981年）※3位 (UK) / 50位(US)
- 『闇からの一撃』 - Straight Between The Eyes（1982年）※5位(UK) / 30位(US)
- 『ストリート・オブ・ドリームス』 - Bent Out Of Shape（1983年）※11位(UK) / 34位(US)
- 『孤高のストレンジャー』 - Stranger in Us All（1995年）※7位(JP)

### ライブ・アルバム
- 『オン・ステージ』 - On Stage（1977年）※7位(UK) / 65位(US)
- 『ファイナル・ヴァイナル』 - Finyl Vinyl（1986年） ※31位(UK) / 87位(US)
- 『虹色魔宴 (ライヴ・イン・ジャーマニー 1976)』 - Live in Germany 1976（1990年）
- 『ライヴ・イン・ミュンヘン 1977』 - Live in Munich 1977（2006年）※2005年に発売されたDVDのリマスター盤
- 『ライブ・イン・ジャーマニー 1976 30周年記念BOX』- Live in Germany 1976 (30th Anniversary Ed. Box)（2006年）
- 『ブラック・マスカレード〜ロックパラスト 1995』（2013年）
- 『レインボー ライヴ・イン・ジャパン 1984』（2015年）
- 『モンスターズ・オブ・ロック〜ライヴ・アット・ドニントン 1980』（2016年）
- 『メモリーズ・イン・ロック ライヴ・アット・モンスターズ・オブ・ロック 2016』（2016年）
- 『ライヴ・イン・バーミンガム 2016』（2017年）
- 『メモリーズ・イン・ロックII 〜ライヴ・イン・イングラン 2017』（2018年）

### コンピレーション・アルバム
- 『レインボー・ベスト』 - The Best of Rainbow（1981年）※14位(UK)
- 『虹をつかもう 〜レインボー・アンソロジー〜』 - Catch the Rainbow: The Anthology（2003年）
- 『ア・ライト・イン・ザ・ブラック 1975-1984』（2015年）

### シングル
※日本盤シングルのみ
- 「銀嶺の覇者」 - "Man of The Silver Mountain" (1976年)
- 「スターストラック」 - "Starstruck"（1978年）
- 「ロング・リヴ・ロックン・ロール」 - "Long Live Rock 'n' Roll"（1979年）
- 「オール・ナイト・ロング」 - "All Night Long"（1980年）
- 「アイ・サレンダー」 - "I Surrender"（1981年）
- 「キャント・ハプン・ヒア」 - "Can't Happen Here"（1981年）
- 「マジック」 - "Magic"（1981年）
- 「ストーン・コールド」 - "Stone Cold"（1982年）
- 「デス・アリー・ドライバー」 - "Death Alley Driver"（1982年）
- 「ストリート・オブ・ドリームズ」 - "Street of Dreams"（1983年）

### 映像作品
- 『レインボー・ライヴ'82』 - Live Between The Eyes（1982年）※1982年8月18日 アメリカ、サンアントニオ公演
- 『レインボー・ジャパン・ツアー'84』 - Japan Tour '84（1984年）※1984年3月14日 日本、東京公演
- 『ファイナル・カット』 - The Final Cut（1986年）※PV集。ジャパン・ツアー'84の一部も収録
- 『ライヴ・イン・ミュンヘン』 - Live in Munich 1977（2005年）※1977年10月20日 ドイツ、ミュンヘン公演
- 『ブラック・マスカレード 〜ロックパラスト 1995〜』 - Black Masquerade（2013年）※1995年10月9日 ドイツ、デュッセルドルフ公演
- 『レインボー ライヴ・イン・ジャパン 1984 』（2015年）※1984年3月14日 東京、日本武道館公演
- 『モンスターズ・オブ・ロック〜ライヴ・アット・ドニントン 1980』（2016年）※1980年8月16日 イングランド、ドニントン公演　※CD盤と同梱
- 『メモリーズ・イン・ロック ライヴ・アット・モンスターズ・オブ・ロック 2016』（2016年）※2016年6月17日・18日 ドイツ、ローレライ（17日)、同ビーティッヒハイム=ビッシンゲン（18日）※CD盤と同梱

## 来日公演
- Rising tour（1976年）〈Ronnie James Dio〉
  - 12月02日 東京 東京都体育館
  - 12月05日・8日・9日 大阪 大阪厚生年金会館
  - 12月07日 名古屋 名古屋市公会堂
  - 12月10日 京都 京都会館
  - 12月13日 福岡 福岡市九電記念体育館
  - 12月14日 広島 広島市公会堂
  - 12月16日 東京 日本武道館（昼夜2公演）
- Long Live Rock 'n' Roll tour（1978年）〈Ronnie James Dio〉
  - 1月11日 名古屋 名古屋市公会堂
  - 1月12日 広島 広島市公会堂
  - 1月13日 熊本 熊本市立体育館
  - 1月14日 福岡 福岡市九電記念体育館
  - 1月16日・17日・20日 大阪 大阪厚生年金会館
  - 1月18日 京都 京都会館
  - 1月21日・22日・2月3日 東京 日本武道館
  - 1月24日 郡山 郡山市民会館
  - 1月27日 札幌 札幌市中島スポーツセンター[注 17]
  - 1月29日 秋田 秋田県民会館
  - 1月31日 新潟 新潟県民会館
    - 1月27日の札幌公演では観客の死亡事故が発生した。
- Down to Earth tour（1980年）〈Graham Bonnet〉
  - 5月08日・9日・12日 東京 日本武道館
  - 5月13日・14日・15日 大阪 フェスティバルホール
- Difficult to Cure tour（1981年）〈Joe Lynn Turner〉
  - 8月18日 福岡 福岡サンパレス
  - 8月20日・21日 大阪 フェスティバルホール
  - 8月23日 名古屋 名古屋市公会堂
  - 8月24日 京都 京都会館
  - 8月26日・27日・28日 東京 日本武道館
- Straight Between the Eyes tour（1982年）〈Joe Lynn Turner〉
  - 10月12日・13日・14日 大阪 フェスティバルホール
  - 10月16日 京都 京都会館
  - 10月17日 福岡 福岡サンパレス
  - 10月18日・19日 名古屋 名古屋市公会堂
  - 10月21日・22日 東京 日本武道館
- Bent Out of Shape tour（1984年） 〈Joe Lynn Turner〉
  - 3月11日 大阪 大阪城ホール
  - 3月13日・14日 東京 日本武道館
- Stranger in Us All tour（1995年） 〈Doogie White〉
  - 11月11日・12日 東京 代々木第一体育館
  - 11月14日 京都 京都会館
  - 11月16日 大阪 大阪府立体育館
  - 11月17日 名古屋 名古屋センチュリーホール
  - 11月19日 大阪 フェスティバルホール
  - 11月20日 北九州 九州厚生年金会館
  - 11月22日 横浜 横浜文化体育館
  - 11月23日 浦安 東京ベイNKホール